# Three Little Words (chanson)
Pour les articles homonymes, voir Three, Little, Words et Trois Petits Mots.
Clip vidéo
[vidéo] « Three Little Words - The Rhythm Boys, Bing Crosby & Duke Ellington (1930) », sur YouTube
[vidéo] « Three Little Words - Fred Astaire (1950) », sur YouTube
[vidéo] « Three Little Words - Maurice Chevalier (1964) », sur YouTube
Three Little Words (Trois petits mots ou huit lettres de la déclaration d'amour « Je t'aime », I love you, en anglais) est une chanson d'amour standard de jazz, composée par Harry Ruby et écrite par Bert Kalmar, enregistrée en disque 78 tours chez RCA Victor d'Hollywood le 26 août 1930 par The Rhythm Boys (en), avec Bing Crosby et le big band jazz de Duke Ellington,, pour la musique du film Check and Double Check (en) de 1930. No 1 des charts américains 1930, un des premiers et plus importants succès de leurs carrières respectives.

## Histoire
« Trois petits mots, oh ce que je donnerais pour cette phrase merveilleuse, pour entendre ces trois petits mots, c'est tout ce que je vivrais pour le reste de mes jours, et ce que je ressens dans mon cœur, trois petits mots, huit petites lettres qui signifient simplement je t'aime... »
- The Rhythm Boys (en), Bing Crosby, et Duke Ellington et son big band jazz

The Rhythm Boys, Bing Crosby, et Duke Ellington et son big band jazz
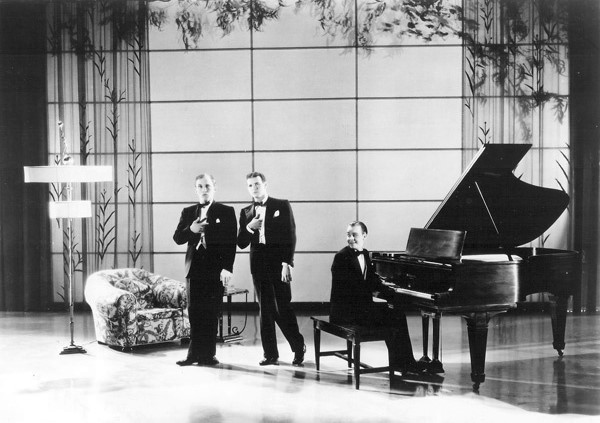
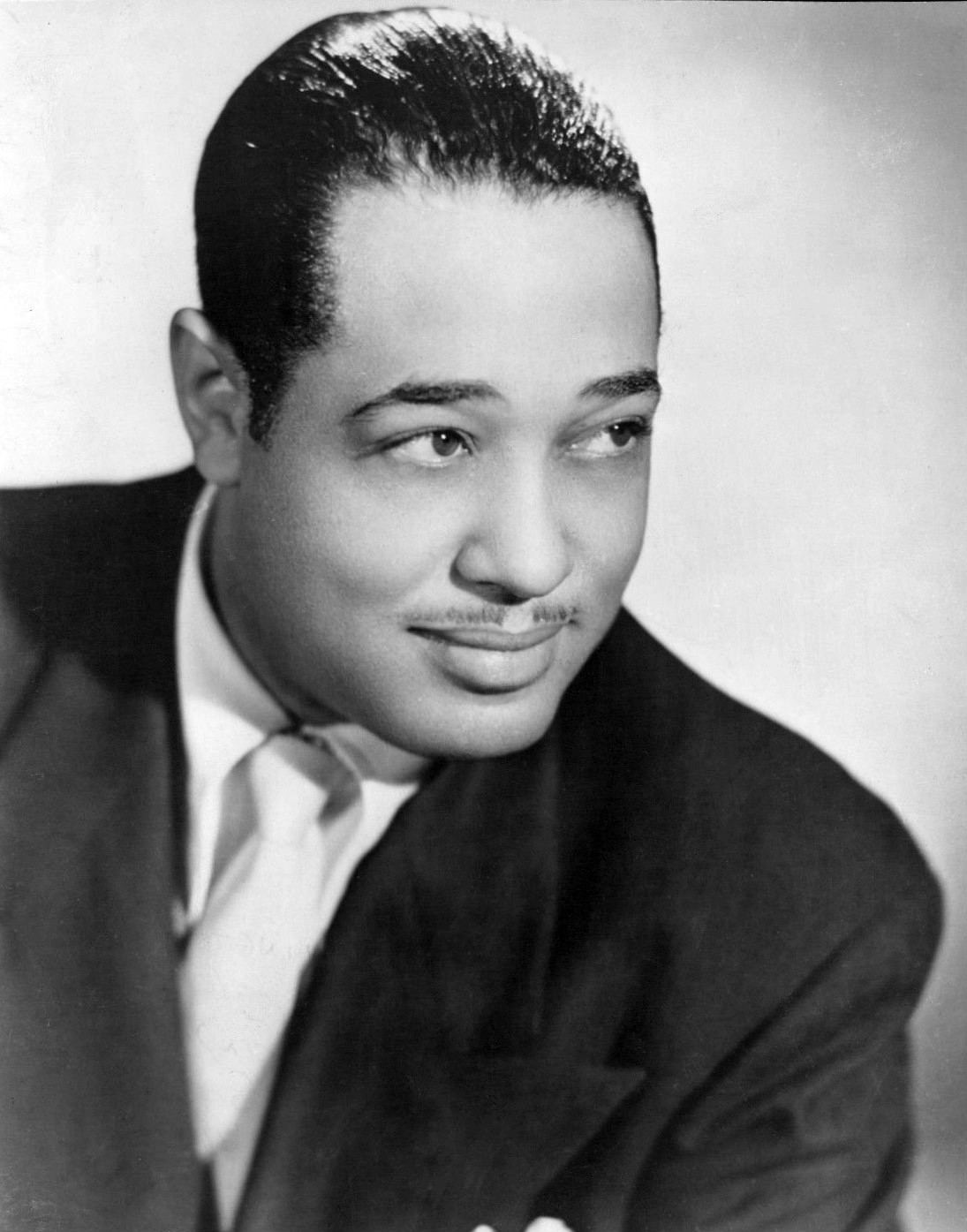
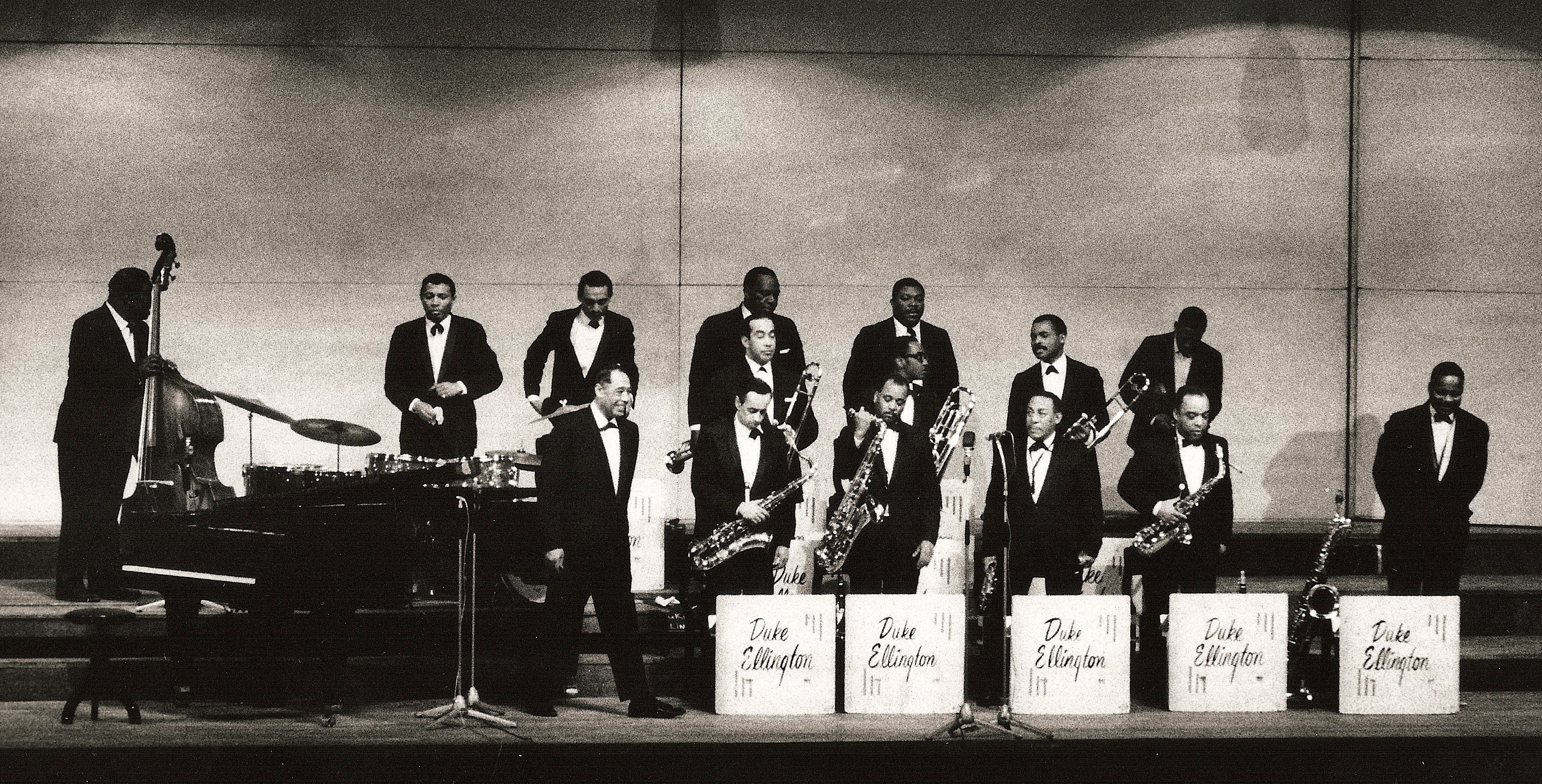

Ce titre est enregistré en disque 78 tours chez RCA Victor à Hollywood en Californie, par Bing Crosby et le big band jazz de Duke Ellington, un de leurs premiers films musical, et premier disque no 1 des charts américains de leurs importantes carrières de stars de l'ère du jazz des années 1930 et années 1940...

## Classement
- 1930 : No 1 des charts américains
- Great American Songbook[7]

## Reprises
Ce standard de jazz est repris par de nombreux interprètes, dont Django Reinhardt (1938), Ella Fitzgerald (1941), Lester Young (1944), Fred Astaire (1950), John Coltrane et Milt Jackson (1959), Maurice Chevalier (1964), Stan Getz (1957), Sarah Vaughan (1959), Nat King Cole (L-O-V-E (album) (en) de 1965), Frank Sinatra...

## Cinéma
- 1930 : Check and Double Check (en), de RKO Pictures[8]
- 1950 : Trois Petits Mots, de Richard Thorpe, biographie des créateurs de la chanson Bert Kalmar et Harry Ruby. Interprétée par Fred Astaire[9].
- 1980 : Stardust Memories, de Woody Allen, avec Charlotte Rampling